# Regeringen Atli Dam II
Atli Dams anden regering var Færøernes regering fra den 11. januar 1975 til 23. januar 1979. Den var en koalition bestående af Javnaðarflokkurin (JF), Tjóðveldisflokkurin (TF) og Fólkaflokkurin (FF), ledet af Atli Dam (JF). Samarbejdet mellem disse partier blev videreført i Atli Dams tredje regering efter lagtingsvalget 1978.
|                                            | Minister               | Parti | Fra             | Til             |
| ------------------------------------------ | ---------------------- | ----- | --------------- | --------------- |
| Lagmand                                    | Atli Dam               | JF    | 11. januar 1975 | 23. januar 1979 |
| Vicelagmand                                | Finnbogi Ísakson       | TF    | 11. januar 1975 | 23. januar 1979 |
| Ministerium                                | Minister               | Parti | Fra             | Til             |
| Sundheds-, industri- og justitsministeriet | Jacob Lindenskov       | JF    | 11. januar 1975 | 23. januar 1979 |
| Skole-, bolig- og trafikministeriet        | Finnbogi Ísakson       | TF    | 11. januar 1975 | 23. januar 1979 |
| Fiskeri- og kommunalministeriet            | Petur Reinert          | TF    | 11. januar 1975 | 23. januar 1979 |
| Finansministeriet                          | Demmus Hentze          | FF    | 11. januar 1975 | 23. januar 1979 |
| Handels-, landbrugs- og kulturministeriet  | Dánjal Pauli Danielsen | FF    | 11. januar 1975 | 23. januar 1979 |